# Drepanornis
Drepanornis es un género de aves paseriformes de la familia Paradisaeidae. Incluye varias especies de aves del paraíso propias de las selvas de Nueva Guinea.

## Especies
Se reconocen las siguientes según IOC:
- Drepanornis albertisi (Sclater, PL, 1873)
- Drepanornis bruijnii Oustalet, 1879